# COVID-19 на Фарерских островах
Подтверждено, что пандемия коронавируса 2019—2020 годов достигла Фарерских островов, автономной территории Дании, в марте 2020 года. По состоянию на 23 апреля подтвержденный уровень заражения составляет 1 случай на 280 жителей, что является одним из самых высоких показателей в мире, но медицинские власти архипелага также проводили тестирование с очень высокой частотой, причем число тестов было равно 13 процентов популяции (среди всех стран мира только в Исландии было протестировано примерно такая же доля населения). Подавляющее большинство подтвержденных случаев были бессимптомными или легкими; некоторые из них были госпитализированы, но по состоянию на 23 апреля в больнице их не было, всё ещё были заражены только 9 человек (остальные выздоровели), и никто не умер.

## Предыстория
Крупные фермы по разведению лосося на Фарерских островах использовали тестовые системы для проверки зараженность исавирусом лосося. Эти системы уже были модифицированы и успешно использованы в 2009 году во время пандемии вируса гриппа H1N1/09. Эти системы были настроены на тестирование COVID-19 и готовы к использованию уже в феврале 2020 года для тестирования до 600 человек в день вместо многодневного ожидания результатов тестов, которые были бы отправлены в Данию. Обычная эпидемическая стратегия тестирования и отслеживания случаев заболевания была нарушена в большинстве стран из-за перегрузки их систем здравоохранения. Фарерские острова, как и Исландия, рассматриваются как исключения из-за их высокого уровня тестирования на COVID-19 по сравнению с численностью населения. Фарерские острова стали миниатюрной лабораторией и уроком для всего мира того, как следовало справляться с этой болезнью.

## Хронология
Ниже приводится подробное описание того, как вирус распространяется по сообщениям СМИ на Фарерских островах. Результаты были объявлялись по утрам. Эти результаты были получены на основе исследований мазков, взятых накануне.

### Март

#### Среда, 4 марта
4 марта 2020 года на Фарерских островах был первый подтвержденный случай — человек, который 24 февраля вернулся домой с конференции в Париже, Франция. У него были лёгкие симптомы, и он был помещён на домашний карантин.

#### Пятница, 6 марта
6 марта был подтвержден второй случай. Вторым подтвержденным случаем была женщина, вернувшаяся на архипелаг из Северной Италии. Она вернулась домой 3 марта и прошла на карантин в отеле Vágar.
Было много новостей о полевой практике 300 учеников и преподавателей во Францию, потому что Глазир (Tórshavn College) решил отменить поездку из-за вспышки коронавируса, особенно после того, как министерство иностранных дел Дании изменило инфекционный статус Франции с зелёной зоны на жёлтую, что означало, что рекомендация изменилась с «Будьте внимательны» на «Будьте особенно осторожны».

#### Четверг, 12 марта
Жизнь общества замедляется. После объявления вечером в среду, 11 марта, что Дания будет закрыта, правительство Фарерских островов провело пресс-конференцию в четверг утром в 9:00 утра, на которой было объявлено о мерах, которые будут приняты для предотвращения распространения вируса COVID-19 на Фарерских островах. Рекомендации были следующими:
- Все международные поездки настоятельно не рекомендуются, за исключением случаев, когда это абсолютно необходимо.
- Всем муниципалитетам настоятельно рекомендуется принять меры в отношении пассажирских круизных судов, направляющихся на Фарерские острова.
- Любой, кто прибывает на Фарерские острова из-за рубежа, должен принять все меры предосторожности и оставаться дома.
- Будут применяться ограничения для посетителей больниц и домов престарелых. Дальнейшие руководящие принципы будут изданы органами здравоохранения и местного совета
- Школьная система, включая высшие, средние и начальные школы, закроется. Студенты и ученики будут по возможности иметь доступ к дистанционному обучению.
- Детские развлекательные центры, дошкольные учреждения и детские сады также будут закрыты. Уход за детьми будет предлагаться тем, кто по определённым причинам не может оставить своих детей дома в рабочее время.
- Все работники в государственном секторе, которые не имеют доступа к наиболее важным услугам, должны работать на дому. Сотрудники получат дальнейшие инструкции от своих директоров.
- В частном секторе уже приняты меры по защите от инфекции.
- Бары, заведения и рестораны настоятельно рекомендуется закрыть до 22:00 в течение следующих двух недель.

Вскоре после этого объявления судоходная компания Smyril Line заявила, что она прекращает перевозить пассажиров. Но позволит последним пассажирам вернуться домой, предприняв меры по предотвращению попадания на борт инфицированных людей, таких как проверка их состояния и измерение температуры, прежде чем им будет разрешён въезд.

#### Пятница, 13 марта
13 марта был подтверждён третий случай. За день до этого было проведено 23 теста, и единственный положительный результат был получен у женщины, приехавшей из Дании 9 марта. 10 марта эта женщина пошла на работу в детский сад в Клаксвуйке, что означало, что её коллеги, дети, родители детей, бабушки и дедушки, а также её друзья были помещены в карантин. Всего около 100 человек были изолированы.
В пятницу вечером были подтверждены два новых случая, но эти результаты относятся к статистике подтвержденных случаев в субботу.
У четвёртого фарерца был подтверждён положительный тест. Этот человек был студентом в Glasir, Tórshavn College, и он или она был заражён во время учебной поездки в Португалию. Студенты не были в колледже с тех пор, как вернулись из поездки.
Пятый зараженный фаререц прибыл из Эдинбурга, но когда он вернулся на Фарерские острова точно неизвестно. Он был старше 30 лет и живёт Торсхавне.

#### Суббота, 14 марта
14 марта было подтверждено шесть новых случаев, в результате чего общее количество достигло девяти. Это было результатом тестирования 100 человек накануне.

#### Воскресенье, 15 марта
15 марта было подтверждено два случая, в результате чего общее число достигло 11. В этот день было подтверждено, что 7 из 11 инфицированных были инфицированы в других странах, в то время как два были инфицированы людьми, которые уже дали положительный результат и находились в карантине. Всего было проведено 327 тестов. Два человека, которые были инфицированы на Фарерских островах, были сотрудниками детского сада в Клаксвуйке, где работала инфицированная женщина. К 15 марта 327 человек были проверены, а 122 находились в карантине.
Прежде чем возобновить бизнес в понедельник, правительство Фарерских островов объявило о четырёх способах, с помощью которых оно будет помогать предприятиям справиться с этим кризисом.
1. Правительство будет возвращать компаниям затраты на зарплату людям, которых правительство попросило находиться на карантине. Зарплаты лиц, которые могут работать из дома, правительством не покрываются.
2. Если компаниям необходимо сократить количество часов, в течение которых их сотрудники работают, Управление занятости Фарерских островов предоставит упущенный доход в процентах от максимальной оплаты.
3. Компании могут оплатить НДС с опозданием на 3 месяца.
4. Датский фонд роста и развития может помочь малым и средним предприятиям с финансированием их операций.

#### Понедельник, 16 марта
16 марта было подтверждено семь новых случаев, общее количество которых достигло 18. Эти семь положительных результатов были получены из 190 тестов, проведенных накануне, что означает, что в общей сложности было проведено 517 тестов.
Крупнейшие банки на Фарерских островах, Betri banki и BankNordik объявили, что предоставят частным и коммерческим клиентам отсрочку по платежам на 6 месяцев.

#### Вторник, 17 марта
17 марта были подтверждены 29 новых случаев, в результате чего их общее число увеличилось до 47. За день до этого было проведено 190 тестов, в результате это общее количество тестов на COVID-19 достигло 703.
Фарерская комиссия по эпидемии рекомендовала людям не собираться группами более 10 человек независимо от того, где находится группа внутри помещения или снаружи.
Главный медицинский сотрудник на Фарерских островах объявил, что на данный момент большинство людей инфицированы на Фарерских островах. Большинство заражённых живут в Торсхавне или Клаксвуйке. Klaksvíkar sjúkrahús начал тестирование на COVID-19 для того, чтобы сделать его доступным для жителей Эстуроя и Cеверных островов архипелага.
У трёх сотрудников Национальной больнице Фарерских островов были подтверждены положительные тесты, в результате чего общее число инфицированных сотрудников в этой больнице повысилось до четырёх.
Скандинавские авиалинии прекратили полёты на Фарерские острова с 17 марта. Этот же день был последним, когда Atlantic Airways перевозили пассажиров на своих рейсах. Теперь они летают только основным персоналом и пациентами между аэропортом Вагар и аэропортом Копенгагена.

#### Среда, 18 марта
18 марта было подтверждено 11 новых случаев, в результате чего общее количество пациентов достигло 58. К этому дню общее число прошедших тестирование достигло 933 человека, что означает, что во вторник было проведено 230 тестов. В среду 18 марта 247 человек находились на карантине.
18 марта пациент, у которого впервые на Фарерских островах было подтверждено заражение, был признан выздоровевшим. Он и его семья до этого момента находились дома в карантине, но теперь они были освобождены от карантина. Все они показали отрицательный результат при тестировании. У этого пациента появились симптомы болезни 29 февраля, и люди, с которыми он контактировал, находившиеся на карантине дома или в отеле Vágar, также были освобождены от карантина.
Магн и Эффо объявили, что в четверг 19 марта закроют все магазины на автозаправочных станциях, чтобы ограничить распространение вируса. Однако бензин и дизельное топливо можно было купить с помощью кредитной карты, поскольку закрыты были только магазины.
Несколько паромов ограничили количество пассажиров на одном рейсе.

#### Четверг, 19 марта
19 марта было подтверждено 14 новых случаев, в результате чего общее количество пациентов достигло 72. К этому моменту в общей сложности было протестировано 1221 человек, что означает, что за среду протестировали ещё 288 человек.
В этот день многие добровольцы записались на работу в больницы и дома престарелых. 150 человек записались в помощники в больнице, на случай, если больничной системе понадобится дополнительный персонал. 93 человека записались на помощь в дома престарелых в двух муниципалитетах. В качестве добровольцев выступали студенты-медики, медсестры-пенсионеры, студенты-медсестры, студенты-ассистенты, студенты, посещающие медицинские учреждения и воспитатели из детских садов, которые в это время были закрыты.
Второй островитянин Фарерских островов был объявлен излечившимся от COVID-19. Это была женщина, которая находилась в карантине в отеле Vágar и была островитянином номер 2, у которого обнаружили заражение COVID-19.

#### Пятница, 20 марта
К 20 марта было подтверждено 8 новых случаев, общее количество которых достигло 80. В четверг, 19 марта, было протестировано 420 человек, в результате чего общее количество проведенных тестов составило 1 641. Было объявлено о выздоровлении третьего по счету зараженного фарерца. В этот день более 675 человек находились в карантине. Система социальных служб сообщила, что она функционирует, и имеется резервный персонал. Никто из её пользователей не был заражён.
На пресс-конференции, состоявшейся 20 марта, было объявлено, что все изменения, которые правительство ранее осуществило в течение двух недель, продлятся до 13 апреля, то есть до Пасхального понедельника.
В этот день Бетри, Фарерский банк, страховая компания и пенсионный фонд решили пожертвовать 10 млн датских крон (эквивалент 1,4 миллионов долларов США) Sjúkrahúsverk Føroya (Фарерская больничная служба). Деньги должны были быть использованы на оборудование и материалы, которые помогут бороться с коронавирусом.
Ожидалось, что в понедельник 5000 человек присоединятся к специальной кризисной системе, созданной в ASL, Бюро по трудоустройству в Фарерских островах, где им будут выплачивать до 20 000 датских крон в месяц. Если присоединится, как ожидалось, 5000 человек что эта специальная система будет стоить 108 миллионов датских крон в месяц. Например, около 180 человек, работающих в Atlantic Airways, зарегистрировались в этой системе, поскольку национальная авиакомпания отменила все коммерческие рейсы и будет выполнять только 3 рейса в неделю между Вагаром и Копенгагеном. Авиакомпания будет в первую очередь перевозить пациентов и фарерцев, работающих за границей.

#### Суббота, 21 марта
21 марта было зарегистрировано 12 новых подтвержденных случаев заболевания, в результате чего их общее число достигло 92. Также было объявлено, что до сих пор никто на Фарерских островах не умер от пандемии коронавируса. Свыше 600 человек находились в карантине. Было подтверждено, что ещё 11 человек излечились от вируса, в результате чего общее число выздоровевших людей достигло 14. Это означает, что 14 из 92 инфицированных выздоровели, в результате чего 78 человек всё ещё оставались инфицированными. За день до этого было проведено 301 тестирование, в результате чего общее количество проведённых тестов достигло 1942. Национальное вещание в качестве примера поддержки настроения показало монтаж видео с людьми, которые поют хором из отдельных домов, оставаясь на безопасном расстоянии.
Распределение инфицированных по полу было равным.

### Апрель
Некоторые меры изоляции были ослаблены 9 апреля, однако церкви оставались закрытыми и службы не проводились. Коммерческая деятельность в сфере авиации, туризма и других отраслях находилась под ударом. Производство лосося показало рост, но вовлекать в него сотрудников, уволенных из других отраслей, удавалось с большим трудом. Карантин снизил распространение не только COVID-19, но и других инфекционных заболеваний.

### Май
В начале мая были ослаблены дополнительные меры изоляции, большинство из которых были отменены к середине мая. 9 мая, отдавая должное духу общности островитян, правительство объявило острова «свободными от Короны».

### Обзор данных по первой волне пандемии
Ниже приведен обзор данных, представленных выше.